# Hongxi
Hongxi (chinesisch 洪熙, Geburtsname: 朱高熾 Zhu Gaozhi, Tempelname: 仁宗 Renzong; * 16. August 1378; † 29. Mai 1425) war der vierte chinesische Kaiser der Ming-Dynastie. Er regierte kaum länger als das Jahr 1424.

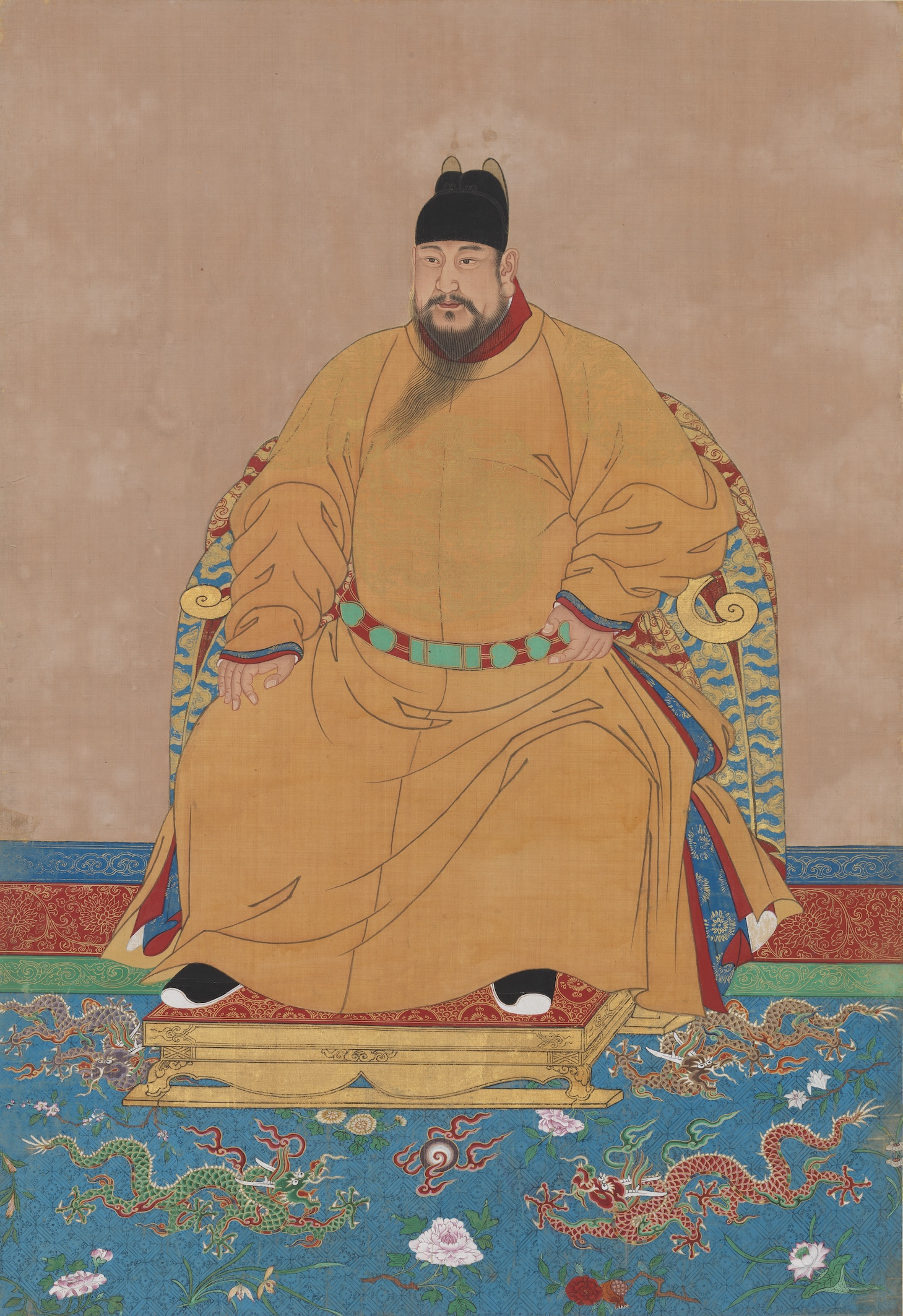

Kaiser Hongxi war der älteste Sohn des Kaisers Yongle und wurde von namhaften konfuzianischen Gelehrten unterwiesen. Von seinem Vater erbte er das politische Talent, nicht jedoch dessen kriegerische Natur. Während Yongles Nordfeldzügen diente er oft als Regent in Peking oder Nanjing, was ihn später zu einem hervorragenden Organisator machen sollte.
Als er 1424 seinem Vater auf dem Thron nachfolgte, wollte er die Seeexpeditionen von Zheng He mit Blick auf die ungeheuren Kosten beenden. Er setzte in Ungnade gefallene Konfuzianer wieder ein und berief seine engsten Ratgeber in höchste Beamtenposten. Gelehrte der Hanlin-Akademie ernannte er zu kaiserlichen Großsekretären, welche wiederum damit beauftragt wurden, den seit Yongle sehr militärisch ausgerichteten Regierungsinstitutionen wieder ein ziviles Inneres zu verleihen. Hongxi legte größtes Augenmerk auf die Finanzen und die Bürokratie des Reiches. Er untersagte Beschlagnahmungen von Bauholz, Gold und Silber seitens der Regierung, erließ Steuersenkungen für verarmte Bauern und setzte Kommissionen ein, um Steuerhinterziehungen nachzuforschen. Während der Hungerkatastrophe von 1424 setzte er sich über den Rat der Minister hinweg und versorgte die Hungernden mit Lebensmitteln. 1425 verkündete er, dass die kaiserliche Hauptstadt von Beijing wieder nach Nanjing verlegt werden sollte, doch er starb bereits einen knappen Monat später, wahrscheinlich an einem Herzinfarkt, weshalb diese Umzugspläne nie verwirklicht wurden. Seine kurze Herrschaft war von Reformen und liberaler Politik bestimmt. Hongxis Sohn, der berühmte Xuande, sollte seine Politik fortsetzen und mit 26 Jahren den Thron besteigen.